# Liste des monuments historiques des Pyrénées-Orientales
Cet article recense les monuments historiques des Pyrénées-Orientales, en France.
- Pour les monuments historiques de Perpignan, voir la liste des monuments historiques de Perpignan.
- Pour les monuments historiques de Villefranche-de-Conflent, voir la liste des monuments historiques de Villefranche-de-Conflent.

## Statistiques
Au 30 juillet 2025, les Pyrénées-Orientales comptent 319 édifices comportant au moins une protection au titre des monuments historiques, dont 128 sont classés et 201 sont inscrits. Le total des monuments classés et inscrits est supérieur au nombre total de monuments protégés car plusieurs d'entre eux sont à la fois classés et inscrits.
- Haut – A
- B
- C
- D
- E
- F
- G
- H
- I
- J
- K
- L
- M
- N
- O
- P
- Q
- R
- S
- T
- U
- V
- W
- X
- Y
- Z

## Liste
| Monument | Commune                                                                       | Adresse                                                          | Coordonnées                                                      | Notice                                                           | Protection                                                       | Date                                                             | Illustration |
| --- | ----------------------------------------------------------------------------- | ---------------------------------------------------------------- | ---------------------------------------------------------------- | ---------------------------------------------------------------- | ---------------------------------------------------------------- | ---------------------------------------------------------------- | --- |
| Fort-les-Bains | Amélie-les-Bains-Palalda                                                      |                                                                  | 42° 28′ 15″ nord, 2° 39′ 52″ est                                 | « PA00103955 »                                                   | Classé                                                           | 1909                                                             | Fort-les-Bains |
| Hôpital thermal des armées | Amélie-les-Bains-Palalda                                                      |                                                                  | 42° 28′ 18″ nord, 2° 40′ 14″ est                                 | « PA66000018 »                                                   | Inscrit                                                          | 2007                                                             | Hôpital thermal des armées |
| Thermes romains d'Amélie-les-Bains-Palalda | Amélie-les-Bains-Palalda                                                      |                                                                  | 42° 28′ 12″ nord, 2° 40′ 05″ est                                 | « PA00103954 »                                                   | Classé                                                           | 1905                                                             | Thermes romains d'Amélie-les-Bains-Palalda |
| Église Saint-Martin d'Envalls | Angoustrine-Villeneuve-des-Escaldes                                           |                                                                  | 42° 30′ 57″ nord, 1° 57′ 20″ est                                 | « PA66000001 »                                                   | Inscrit                                                          | 1996                                                             | Église Saint-Martin d'Envalls |
| Église Saint-André d'Angoustrine | Angoustrine-Villeneuve-des-Escaldes                                           |                                                                  | 42° 29′ 01″ nord, 1° 57′ 32″ est                                 | « PA00103953 »                                                   | Classé                                                           | 1954                                                             | Église Saint-André d'Angoustrine |
| Église Saint-Assiscle et Sainte-Victoire de Villeneuve-des-Escaldes                                                                              | Angoustrine-Villeneuve-des-Escaldes                                           |                                                                  | 42° 28′ 39″ nord, 1° 57′ 09″ est                                 | « PA00103952 »                                                   | Inscrit                                                          | 1983                                                             | Église Saint-Assiscle et Sainte-Victoire de Villeneuve-des-Escaldes                                                                             |
| Pont-aqueduc d'Ansignan | Ansignan                                                                      |                                                                  | 42° 45′ 54″ nord, 2° 30′ 53″ est                                 | « PA00103951 »                                                   | Classé                                                           | 1974                                                             | Pont-aqueduc d'Ansignan |
| Église Notre-Dame des Escaliers de Marcevol | Arboussols                                                                    | Marcevol                                                         | 42° 39′ 49″ nord, 2° 29′ 07″ est                                 | « PA00103950 »                                                   | Inscrit                                                          | 1973                                                             | Église Notre-Dame des Escaliers de Marcevol |
| Prieuré de Marcevol | Arboussols                                                                    | Marcevol                                                         | 42° 39′ 45″ nord, 2° 30′ 00″ est                                 | « PA00103949 »                                                   | Classé                                                           | 1840                                                             | Prieuré de Marcevol |
| Cova de l'Alarb | Argelès-sur-Mer                                                               | Bois de Valmy                                                    | 42° 31′ 28″ nord, 3° 01′ 47″ est                                 | « PA00103956 »                                                   | Classé                                                           | 1958                                                             | Cova de l'Alarb |
| Château de Pujols | Argelès-sur-Mer                                                               |                                                                  | 42° 33′ 26″ nord, 3° 01′ 36″ est                                 | « PA00103948 »                                                   | Inscrit                                                          | 1956                                                             | Château de Pujols |
| Dolmen des Collets de Cotlliure | Argelès-sur-Mer                                                               | Cami de la Hassanne                                              | 42° 31′ 30″ nord, 3° 01′ 55″ est                                 | « PA00103957 »                                                   | Classé                                                           | 1958                                                             | Dolmen des Collets de Cotlliure |
| Église Notre-Dame del Prat | Argelès-sur-Mer                                                               | Rue de la République                                             | 42° 32′ 47″ nord, 3° 01′ 21″ est                                 | « PA00103958 »                                                   | Inscrit                                                          | 1927 2004                                                        | Église Notre-Dame del Prat |
| Église Saint-Laurent du Mont | Argelès-sur-Mer                                                               |                                                                  | 42° 31′ 17″ nord, 3° 01′ 11″ est                                 | « PA00104190 »                                                   | Classé                                                           | 1994                                                             | Église Saint-Laurent du Mont |
| Ermitage de Saint-Ferréol-de-la-Pave | Argelès-sur-Mer                                                               |                                                                  | 42° 31′ 17″ nord, 2° 59′ 14″ est                                 | « PA00104191 »                                                   | Inscrit                                                          | 1991                                                             | Ermitage de Saint-Ferréol-de-la-Pave |
| Taxo-d'Avall | Argelès-sur-Mer                                                               |                                                                  | 42° 34′ 06″ nord, 3° 00′ 16″ est                                 | « PA00103959 »                                                   | Inscrit                                                          | 1986                                                             | Taxo-d'Avall |
| Abbaye Sainte-Marie d'Arles-sur-Tech | Arles-sur-Tech                                                                |                                                                  | 42° 27′ 23″ nord, 2° 38′ 06″ est                                 | « PA00103960 »                                                   | Classé                                                           | 1862 1908 1929                                                   | Abbaye Sainte-Marie d'Arles-sur-Tech |
| Caixa de Rotllan | Arles-sur-Tech                                                                |                                                                  | 42° 28′ 52″ nord, 2° 36′ 04″ est                                 | « PA00103962 »                                                   | Classé                                                           | 1889                                                             | Caixa de Rotllan |
| Église Saint-Pierre de Riuferrer | Arles-sur-Tech                                                                |                                                                  | 42° 27′ 49″ nord, 2° 37′ 13″ est                                 | « PA00103961 »                                                   | Inscrit                                                          | 1954                                                             | Église Saint-Pierre de Riuferrer |
| Église Sainte-Croix de Quercorb | Arles-sur-Tech                                                                |                                                                  | 42° 26′ 54″ nord, 2° 37′ 28″ est                                 | « PA66000003 »                                                   | Inscrit                                                          | 1997                                                             | Église Sainte-Croix de Quercorb |
| Hôtel de ville d'Arles-sur-Tech | Arles-sur-Tech                                                                |                                                                  | 42° 27′ 18″ nord, 2° 38′ 07″ est                                 | « PA00103964 »                                                   | Inscrit                                                          | 1987                                                             | Hôtel de ville d'Arles-sur-Tech |
| Tour Saint-Sauveur | Arles-sur-Tech                                                                |                                                                  | 42° 27′ 27″ nord, 2° 38′ 03″ est                                 | « PA00103963 »                                                   | Inscrit                                                          | 1943                                                             | Tour Saint-Sauveur |
| Église Saint-Félix-et-Saint-Armengol d'Ayguatébia                                                                                                | Ayguatébia-Talau                                                              |                                                                  | 42° 34′ 24″ nord, 2° 11′ 10″ est                                 | « PA00103965 »                                                   | Inscrit                                                          | 1967                                                             | Église Saint-Félix-et-Saint-Armengol d'Ayguatébia                                                                                               |
| Église de la Nativité-de-Notre-Dame de Baixas | Baixas                                                                        |                                                                  | 42° 45′ 02″ nord, 2° 48′ 30″ est                                 | « PA00103966 »                                                   | Classé                                                           | 1982                                                             | Église de la Nativité-de-Notre-Dame de Baixas                                                                                                   |
| Château de Querroig | Banyuls-sur-Mer (également sur la commune de Cerbère)                         |                                                                  | 42° 26′ 17″ nord, 3° 07′ 15″ est                                 | « PA66000051 »                                                   | Inscrit                                                          | 2016                                                             | Château de Querroig |
| Église Saint-Jean de la Rectoria | Banyuls-sur-Mer                                                               |                                                                  | 42° 28′ 38″ nord, 3° 07′ 29″ est                                 | « PA00103967 »                                                   | Inscrit                                                          | 1962                                                             | Église Saint-Jean de la Rectoria |
| Maison Douzans | Banyuls-sur-Mer                                                               | 1, rue Thomas-Pascal                                             | 42° 28′ 58″ nord, 3° 07′ 43″ est                                 | « PA66000046 »                                                   | Inscrit                                                          | 2015                                                             | Image manquante Téléverser |
| Monument aux morts de Banyuls-sur-Mer | Banyuls-sur-Mer                                                               | place Dina-Vierny                                                | 42° 28′ 51″ nord, 3° 07′ 45″ est                                 | « PA66000053 »                                                   | Inscrit                                                          | 18 octobre 2018                                                  | Monument aux morts de Banyuls-sur-Mer |
| Cabane de pêcheur de Coudalère | Le Barcarès                                                                   | Coudalère                                                        | 42° 47′ 46″ nord, 3° 02′ 22″ est                                 | « PA00132871 »                                                   | Inscrit                                                          | 1994                                                             | Cabane de pêcheur de Coudalère |
| Sites miniers de la Pinouse, de Roque Jalère et des Manerots et installations de transport de minerai                                            | La Bastide (également sur les communes de Montbolo, Saint-Marsal et Valmanya) |                                                                  | 42° 30′ 58″ nord, 2° 32′ 18″ est                                 | « PA66000050 »                                                   | Inscrit                                                          | 2015                                                             | Sites miniers de la Pinouse, de Roque Jalère et des Manerots et installations de transport de minerai                                           |
| Église Saint-Saturnin de Boule-d'Amont | Boule-d'Amont                                                                 |                                                                  | 42° 34′ 45″ nord, 2° 36′ 50″ est                                 | « PA00103969 »                                                   | Inscrit                                                          | 1972                                                             | Église Saint-Saturnin de Boule-d'Amont |
| Prieuré de Serrabone | Boule-d'Amont                                                                 |                                                                  | 42° 36′ 00″ nord, 2° 35′ 01″ est                                 | « PA00103968 »                                                   | Classé                                                           | 1875                                                             | Prieuré de Serrabone |
| Église Saint-Sulpice | Bouleternère                                                                  |                                                                  | 42° 38′ 55″ nord, 2° 35′ 11″ est                                 | « PA00104192 »                                                   | Classé                                                           | 1994                                                             | Église Saint-Sulpice |
| Église Sainte-Marie du Boulou | Le Boulou                                                                     |                                                                  | 42° 31′ 27″ nord, 2° 50′ 05″ est                                 | « PA00103970 »                                                   | Classé                                                           | 1910 1938                                                        | Église Sainte-Marie du Boulou |
| Église Saint-Martin d'Hix | Bourg-Madame                                                                  |                                                                  | 42° 26′ 02″ nord, 1° 57′ 18″ est                                 | « PA00103972 »                                                   | Classé                                                           | 1910                                                             | Église Saint-Martin d'Hix |
| Église Saint-Romain de Caldegas | Bourg-Madame                                                                  |                                                                  | 42° 26′ 29″ nord, 1° 57′ 53″ est                                 | « PA00103971 »                                                   | Classé                                                           | 1952                                                             | Église Saint-Romain de Caldegas |
| Église Sainte-Marie de Brouilla | Brouilla                                                                      |                                                                  | 42° 33′ 58″ nord, 2° 54′ 14″ est                                 | « PA00103973 »                                                   | Classé                                                           | 1972                                                             | Église Sainte-Marie de Brouilla |
| Mas de les Fonts | Calce                                                                         |                                                                  | 42° 44′ 24″ nord, 2° 45′ 04″ est                                 | « PA00125500 »                                                   | Inscrit                                                          | 1993                                                             | Mas de les Fonts |
| Église Saint-Félix de Calmeilles | Calmeilles                                                                    |                                                                  | 42° 33′ 08″ nord, 2° 40′ 30″ est                                 | « PA00103974 »                                                   | Inscrit                                                          | 1964                                                             | Église Saint-Félix de Calmeilles |
| Dolmen de la Caixeta | Camélas                                                                       | Solar del Mouton                                                 | 42° 37′ 57″ nord, 2° 40′ 48″ est                                 | « PA00103975 »                                                   | Inscrit                                                          | 1959                                                             | Image manquante Téléverser |
| Église Saint-Fructueux de Camélas | Camélas                                                                       |                                                                  | 42° 37′ 49″ nord, 2° 41′ 01″ est                                 | « PA00103976 »                                                   | Inscrit                                                          | 1964                                                             | Église Saint-Fructueux de Camélas |
| Rocher gravé de Fornols | Campôme                                                                       |                                                                  | 42° 38′ 10″ nord, 2° 22′ 47″ est                                 | « PA00104181 »                                                   | Classé                                                           | 2008                                                             | Rocher gravé de Fornols |
| Église Saint-Étienne de Campoussy | Campoussy                                                                     |                                                                  | 42° 42′ 37″ nord, 2° 27′ 32″ est                                 | « PA00103977 »                                                   | Inscrit                                                          | 1950                                                             | Église Saint-Étienne de Campoussy |
| Château de Canet-en-Roussillon | Canet-en-Roussillon                                                           |                                                                  | 42° 42′ 24″ nord, 3° 00′ 31″ est                                 | « PA00103978 »                                                   | Inscrit                                                          | 1984                                                             | Château de Canet-en-Roussillon |
| Château de l'Esparrou | Canet-en-Roussillon                                                           | l'Esparrou Est                                                   | 42° 41′ 20″ nord, 3° 01′ 34″ est                                 | « PA66000032 »                                                   | Inscrit                                                          | 2011                                                             | Château de l'Esparrou |
| Villa Muchir | Canet-en-Roussillon                                                           | 50, avenue de la Côte-Vermeille                                  | 42° 41′ 24″ nord, 3° 02′ 05″ est                                 | « PA66000047 »                                                   | Classé                                                           | 2015                                                             | Villa Muchir |
| Église Saint-Cyr-et-Sainte-Julitte de Canohès | Canohès                                                                       |                                                                  | 42° 39′ 07″ nord, 2° 50′ 09″ est                                 | « PA00103979 »                                                   | Inscrit                                                          | 1972                                                             | Église Saint-Cyr-et-Sainte-Julitte de Canohès                                                                                                   |
| Église Saint-Étienne de Caramany | Caramany                                                                      |                                                                  | 42° 44′ 08″ nord, 2° 34′ 15″ est                                 | « PA00103980 »                                                   | Inscrit                                                          | 1972                                                             | Église Saint-Étienne de Caramany |
| Ermitage Notre-Dame-de-Pène | Cases-de-Pène                                                                 |                                                                  | 42° 46′ 18″ nord, 2° 46′ 51″ est                                 | « PA00104194 »                                                   | Inscrit                                                          | 1992                                                             | Ermitage Notre-Dame-de-Pène |
| Château de Cuxous | Cassagnes                                                                     |                                                                  | 42° 44′ 49″ nord, 2° 38′ 05″ est                                 | « PA66000002 »                                                   | Inscrit                                                          | 1996                                                             | Château de Cuxous |
| Abbaye Saint-Martin du Canigou | Casteil                                                                       |                                                                  | 42° 31′ 41″ nord, 2° 24′ 03″ est                                 | « PA00103981 »                                                   | Classé                                                           | 1889                                                             | Abbaye Saint-Martin du Canigou |
| Église Sainte-Marie du Mercadal | Castelnou                                                                     |                                                                  | 42° 37′ 17″ nord, 2° 42′ 10″ est                                 | « PA00103982 »                                                   | Inscrit                                                          | 1972                                                             | Église Sainte-Marie du Mercadal |
| Église Sainte-Marie de Riquer | Catllar                                                                       | Moncamill                                                        | 42° 37′ 55″ nord, 2° 25′ 35″ est                                 | « PA00103984 »                                                   | Classé                                                           | 1983                                                             | Église Sainte-Marie de Riquer |
| Église Saint-André de Catllar | Catllar                                                                       |                                                                  | 42° 38′ 03″ nord, 2° 25′ 23″ est                                 | « PA00103983 »                                                   | Inscrit                                                          | 1973                                                             | Église Saint-André de Catllar |
| Église Notre-Dame de Laval | Caudiès-de-Fenouillèdes                                                       |                                                                  | 42° 48′ 07″ nord, 2° 23′ 06″ est                                 | « PA00103985 »                                                   | Classé Inscrit                                                   | 1982                                                             | Église Notre-Dame de Laval |
| Tour du Viguier | Caudiès-de-Fenouillèdes                                                       |                                                                  | 42° 48′ 46″ nord, 2° 22′ 30″ est                                 | « PA00103986 »                                                   | Inscrit                                                          | 1982                                                             | Tour du Viguier |
| Château de Querroig | Cerbère (également sur la commune de Banyuls-sur-Mer)                         |                                                                  | 42° 26′ 17″ nord, 3° 07′ 15″ est                                 | « PA66000051 »                                                   | Inscrit                                                          | 2016                                                             | Château de Querroig |
| Dolmen de la Coma Enestapera | Cerbère                                                                       | Coma Estapera                                                    | 42° 26′ 56″ nord, 3° 09′ 25″ est                                 | « PA00103987 »                                                   | Classé                                                           | 1889                                                             | Dolmen de la Coma Enestapera |
| Hôtel Belvédère du Rayon vert | Cerbère                                                                       | Route de Banyuls                                                 | 42° 26′ 38″ nord, 3° 10′ 03″ est                                 | « PA00103988 »                                                   | Inscrit                                                          | 1987                                                             | Hôtel Belvédère du Rayon vert |
| Château d'Aubiry | Céret                                                                         | Aubiry                                                           | 42° 30′ 46″ nord, 2° 45′ 58″ est                                 | « PA00104182 »                                                   | Inscrit                                                          | 2006                                                             | Château d'Aubiry |
| Église Saint-Pierre de Céret | Céret                                                                         |                                                                  | 42° 29′ 07″ nord, 2° 44′ 53″ est                                 | « PA00103989 »                                                   | Classé                                                           | 1998                                                             | Église Saint-Pierre de Céret |
| Fontaine des Neuf Jets | Céret                                                                         |                                                                  | 42° 29′ 05″ nord, 2° 44′ 52″ est                                 | « PA00103990 »                                                   | Classé                                                           | 1910                                                             | Fontaine des Neuf Jets |
| Monument aux morts de Céret | Céret                                                                         | Place de la Liberté                                              | 42° 29′ 01″ nord, 2° 44′ 53″ est                                 | « PA00104185 »                                                   | Classé                                                           | 1994                                                             | Monument aux morts de Céret |
| Pont du Diable | Céret                                                                         |                                                                  | 42° 29′ 43″ nord, 2° 44′ 39″ est                                 | « PA00103991 »                                                   | Classé                                                           | 1840                                                             | Pont du Diable |
| Portal de France | Céret                                                                         |                                                                  | 42° 29′ 08″ nord, 2° 44′ 50″ est                                 | « PA00103992 »                                                   | Inscrit                                                          | 1949                                                             | Portal de France |
| Église Sainte-Marie de La Cluse-Haute | Les Cluses                                                                    |                                                                  | 42° 28′ 56″ nord, 2° 50′ 36″ est                                 | « PA00103993 »                                                   | Classé                                                           | 1974                                                             | Église Sainte-Marie de La Cluse-Haute |
| Fortifications romaines des Cluses | Les Cluses                                                                    | Château des Maures L'Écluse-Haute Porte des Cluses               | 42° 28′ 56″ nord, 2° 50′ 27″ est                                 | « PA00103994 »                                                   | Classé                                                           | 2010                                                             | Fortifications romaines des Cluses |
| Abbaye Saint-Michel de Cuxa | Codalet                                                                       |                                                                  | 42° 35′ 41″ nord, 2° 25′ 02″ est                                 | « PA00103995 »                                                   | Classé                                                           | 1958                                                             | Abbaye Saint-Michel de Cuxa |
| Tour des anciens remparts de Codalet | Codalet                                                                       | 12 place du Fort                                                 | 42° 36′ 35″ nord, 2° 24′ 57″ est                                 | « PA00103996 »                                                   | Inscrit                                                          | 1949                                                             | Tour des anciens remparts de Codalet |
| Bâtiment de l'Artillerie de Collioure | Collioure                                                                     | Place du 18-Juin                                                 | 42° 31′ 36″ nord, 3° 05′ 05″ est                                 | « PA00103997 »                                                   | Inscrit                                                          | 1927                                                             | Bâtiment de l'Artillerie de Collioure |
| Château royal de Collioure | Collioure                                                                     |                                                                  | 42° 31′ 32″ nord, 3° 05′ 05″ est                                 | « PA00103998 »                                                   | Classé                                                           | 1922                                                             | Château royal de Collioure |
| Couvent des dominicains de Collioure | Collioure                                                                     |                                                                  | 42° 31′ 25″ nord, 3° 05′ 15″ est                                 | « PA00104001 »                                                   | Classé Inscrit                                                   | 1928 2008                                                        | Couvent des dominicains de Collioure |
| Croix de cimetière de Collioure | Collioure                                                                     | Rue du Jardin Navarro                                            | 42° 31′ 30″ nord, 3° 04′ 53″ est                                 | « PA00103999 »                                                   | Classé                                                           | 1912                                                             | Croix de cimetière de Collioure |
| Église Notre-Dame-des-Anges de Collioure | Collioure                                                                     |                                                                  | 42° 31′ 39″ nord, 3° 05′ 12″ est                                 | « PA00104000 »                                                   | Classé                                                           | 1923                                                             | Église Notre-Dame-des-Anges de Collioure |
| Fort carré | Collioure                                                                     | Lulle                                                            | 42° 31′ 52″ nord, 3° 04′ 45″ est                                 | « PA00104002 »                                                   | Classé                                                           | 1991                                                             | Fort carré |
| Tour de l'Étoile | Collioure                                                                     | Lulle                                                            | 42° 31′ 51″ nord, 3° 04′ 37″ est                                 | « PA00104002 »                                                   | Classé                                                           | 1991                                                             | Tour de l'Étoile |
| Fort Dugommier | Collioure                                                                     |                                                                  | 42° 30′ 49″ nord, 3° 05′ 10″ est                                 | « PA66000015 »                                                   | Inscrit                                                          | 2003                                                             | Fort Dugommier |
| Fort Saint-Elme | Collioure                                                                     |                                                                  | 42° 31′ 07″ nord, 3° 05′ 38″ est                                 | « PA00104003 »                                                   | Inscrit                                                          | 1927                                                             | Fort Saint-Elme |
| Église Saint-Jean-Baptiste de Conat | Conat                                                                         |                                                                  | 42° 36′ 49″ nord, 2° 21′ 28″ est                                 | « PA00104005 »                                                   | Inscrit                                                          | 1985                                                             | Église Saint-Jean-Baptiste de Conat |
| Château de Corbère | Corbère                                                                       |                                                                  | 42° 39′ 01″ nord, 2° 39′ 27″ est                                 | « PA00104004 »                                                   | Inscrit                                                          | 1974                                                             | Château de Corbère |
| Château des comtes de Conflent-Cerdagne | Corneilla-de-Conflent                                                         |                                                                  | 42° 34′ 00″ nord, 2° 22′ 52″ est                                 | « PA00104006 »                                                   | Inscrit                                                          | 1973                                                             | Château des comtes de Conflent-Cerdagne |
| Église Sainte-Marie de Corneilla-de-Conflent | Corneilla-de-Conflent                                                         |                                                                  | 42° 34′ 02″ nord, 2° 22′ 53″ est                                 | « PA00104007 »                                                   | Classé                                                           | 1840 1952                                                        | Église Sainte-Marie de Corneilla-de-Conflent |
| Église Saint-Martin de Corsavy | Corsavy                                                                       |                                                                  | 42° 27′ 59″ nord, 2° 34′ 47″ est                                 | « PA00104008 »                                                   | Inscrit                                                          | 1964                                                             | Église Saint-Martin de Corsavy |
| Église Sainte-Marie de Coustouges | Coustouges                                                                    |                                                                  | 42° 22′ 03″ nord, 2° 39′ 03″ est                                 | « PA00104009 »                                                   | Classé                                                           | 1840                                                             | Église Sainte-Marie de Coustouges |
| Chapelle Notre-Dame-de-Belloch | Dorres                                                                        |                                                                  | 42° 28′ 45″ nord, 1° 55′ 34″ est                                 | « PA00104010 »                                                   | Inscrit                                                          | 1980                                                             | Chapelle Notre-Dame-de-Belloch |
| Arc d'Elne | Elne                                                                          | Rue Constantin                                                   | 42° 35′ 58″ nord, 2° 58′ 12″ est                                 | « PA00104011 »                                                   | Inscrit                                                          | 1972                                                             | Arc d'Elne |
| Cathédrale Sainte-Eulalie-et-Sainte-Julie d'Elne                                                                                                 | Elne                                                                          |                                                                  | 42° 35′ 57″ nord, 2° 58′ 20″ est                                 | « PA00104012 »                                                   | Classé                                                           | 1875                                                             | Cathédrale Sainte-Eulalie-et-Sainte-Julie d'Elne                                                                                                |
| Cloître d'Elne | Elne                                                                          |                                                                  | 42° 35′ 57″ nord, 2° 58′ 19″ est                                 | « PA00104012 »                                                   | Classé                                                           | 1840                                                             | Cloître d'Elne |
| Immeuble | Elne                                                                          | 3 rue Sébastopol                                                 | 42° 35′ 58″ nord, 2° 58′ 18″ est                                 | « PA00104013 »                                                   | Inscrit                                                          | 1972                                                             | Image manquante Téléverser |
| Maternité suisse | Elne                                                                          | D 612                                                            | 42° 36′ 15″ nord, 2° 57′ 19″ est                                 | « PA66000037 »                                                   | Classé                                                           | 2013                                                             | Maternité suisse |
| Porte de Balagué | Elne                                                                          | Rue de la Côte Balaguer                                          | 42° 35′ 54″ nord, 2° 58′ 16″ est                                 | « PA00104014 »                                                   | Inscrit                                                          | 1972                                                             | Porte de Balagué |
| Porte de Collioure | Elne                                                                          | Rue de la Porte de Collioure                                     | 42° 35′ 56″ nord, 2° 58′ 29″ est                                 | « PA00104015 »                                                   | Inscrit                                                          | 1931                                                             | Porte de Collioure |
| Porte de Perpignan | Elne                                                                          | Rue de la Porte de Perpignan                                     | 42° 36′ 03″ nord, 2° 58′ 22″ est                                 | « PA00104016 »                                                   | Inscrit                                                          | 1931                                                             | Porte de Perpignan |
| Dolmen de Brangolí | Enveitg                                                                       | Marongues                                                        | 42° 28′ 53″ nord, 1° 54′ 19″ est                                 | « PA00104017 »                                                   | Classé                                                           | 1976                                                             | Dolmen de Brangolí |
| Église Saint-Saturnin d'Enveitg | Enveitg                                                                       |                                                                  | 42° 27′ 35″ nord, 1° 54′ 58″ est                                 | « PA00104018 »                                                   | Classé                                                           | 1936                                                             | Église Saint-Saturnin d'Enveitg |
| Rocher gravé Garreta | Enveitg                                                                       | Cité d'Enveitg                                                   | 42° 27′ 40″ nord, 1° 54′ 07″ est                                 | « PA66000043 »                                                   | Inscrit Classé                                                   | 2014 2016                                                        | Rocher gravé Garreta |
| Église Saint-Génis d'Err | Err                                                                           |                                                                  | 42° 26′ 28″ nord, 2° 01′ 58″ est                                 | « PA00104019 »                                                   | Inscrit                                                          | 1993                                                             | Église Saint-Génis d'Err |
| Église Sainte-Marie d'Espira-de-l'Agly | Espira-de-l'Agly                                                              |                                                                  | 42° 46′ 43″ nord, 2° 50′ 10″ est                                 | « PA00104020 »                                                   | Classé                                                           | 1886                                                             | Église Sainte-Marie d'Espira-de-l'Agly |
| Église Sainte-Marie d'Espira-de-Conflent | Espira-de-Conflent                                                            |                                                                  | 42° 37′ 04″ nord, 2° 29′ 54″ est                                 | « PA00104021 »                                                   | Classé                                                           | 1912                                                             | Église Sainte-Marie d'Espira-de-Conflent |
| Cimetière wisigothique d'Estagel | Estagel                                                                       | Las Tumbas                                                       | 42° 46′ 03″ nord, 2° 41′ 35″ est                                 | « PA00104022 »                                                   | Classé                                                           | 2005                                                             | Image manquante Téléverser |
| Église Saint-Vincent-et-Saint-Étienne d'Estagel                                                                                                  | Estagel                                                                       |                                                                  | 42° 46′ 25″ nord, 2° 42′ 16″ est                                 | « PA00104023 »                                                   | Inscrit                                                          | 1926                                                             | Église Saint-Vincent-et-Saint-Étienne d'Estagel                                                                                                 |
| Monument aux morts d'Estagel | Estagel                                                                       | boulevard Victor-Hugo                                            | 42° 46′ 12″ nord, 2° 41′ 53″ est                                 | « PA66000053 »                                                   | Inscrit                                                          | 18 octobre 2018                                                  | Monument aux morts d'Estagel |
| Église Saint-Julien d'Estavar | Estavar                                                                       |                                                                  | 42° 28′ 05″ nord, 1° 59′ 47″ est                                 | « PA00104024 »                                                   | Classé                                                           | 1931                                                             | Église Saint-Julien d'Estavar |
| Chapelle Saint-Vincent d'Eus | Eus                                                                           |                                                                  | 42° 38′ 24″ nord, 2° 27′ 14″ est                                 | « PA00104025 »                                                   | Classé                                                           | 1960                                                             | Chapelle Saint-Vincent d'Eus |
| Église Saint-Vincent-d'En-Haut d'Eus | Eus                                                                           |                                                                  | 42° 38′ 40″ nord, 2° 27′ 27″ est                                 | « PA00104183 »                                                   | Inscrit                                                          | 1990                                                             | Église Saint-Vincent-d'En-Haut d'Eus |
| Château de Sabarda et ancienne église Saint-André                                                                                                | Fenouillet                                                                    |                                                                  | 42° 47′ 26″ nord, 2° 22′ 49″ est                                 | « PA66000048 »                                                   | Inscrit                                                          | 2015                                                             | Château de Sabarda et ancienne église Saint-André                                                                                               |
| Château Saint-Pierre et castrum de Fenouillet | Fenouillet                                                                    |                                                                  | 42° 47′ 35″ nord, 2° 22′ 50″ est                                 | « PA66000049 »                                                   | Inscrit                                                          | 2015                                                             | Château Saint-Pierre et castrum de Fenouillet                                                                                                   |
| Église Saint-Félix de Fillols | Fillols                                                                       |                                                                  | 42° 33′ 41″ nord, 2° 24′ 31″ est                                 | « PA00104026 »                                                   | Classé                                                           | 1941                                                             | Église Saint-Félix de Fillols |
| Église Saint-Pierre de Fillols | Fillols                                                                       |                                                                  | 42° 33′ 41″ nord, 2° 24′ 31″ est                                 | « PA00104027 »                                                   | Inscrit                                                          | 1983                                                             | Église Saint-Pierre de Fillols |
| Pont Séjourné | Fontpédrouse                                                                  |                                                                  | 42° 31′ 04″ nord, 2° 12′ 13″ est                                 | « PA00132870 »                                                   | Inscrit                                                          | 1994                                                             | Pont Séjourné |
| Église Sainte-Colombe de Vià | Font-Romeu-Odeillo-Via                                                        |                                                                  | 42° 29′ 22″ nord, 2° 02′ 24″ est                                 | « PA00104056 »                                                   | Inscrit                                                          | 1964                                                             | Église Sainte-Colombe de Vià |
| Église Saint-Martin d'Odeillo | Font-Romeu-Odeillo-Via                                                        |                                                                  | 42° 29′ 51″ nord, 2° 02′ 02″ est                                 | « PA00104055 »                                                   | Classé                                                           | 1910                                                             | Église Saint-Martin d'Odeillo |
| Ermitage Notre-Dame de Font-Romeu | Font-Romeu-Odeillo-Via                                                        |                                                                  | 42° 30′ 45″ nord, 2° 02′ 46″ est                                 | « PA66000006 »                                                   | Inscrit                                                          | 1999                                                             | Ermitage Notre-Dame de Font-Romeu |
| Four solaire d'Odeillo | Font-Romeu-Odeillo-Via                                                        | 7 rue du Four-Solaire                                            | 42° 29′ 38″ nord, 2° 01′ 45″ est                                 | « PA66000023 »                                                   | Inscrit                                                          | 2009                                                             | Four solaire d'Odeillo |
| Grand Hôtel de Font-Romeu | Font-Romeu-Odeillo-Via                                                        |                                                                  | 42° 30′ 21″ nord, 2° 02′ 20″ est                                 | « PA00104028 »                                                   | Inscrit                                                          | 1988                                                             | Grand Hôtel de Font-Romeu |
| Immeuble des maisons solaires Trombe-Michel | Font-Romeu-Odeillo-Via                                                        | 6 rue Cami-del-Sol                                               | 42° 29′ 38″ nord, 2° 02′ 02″ est                                 | « PA66000030 »                                                   | Inscrit                                                          | 2011                                                             | Immeuble des maisons solaires Trombe-Michel |
| Église Sainte-Nativité-Notre-Dame de Formiguères                                                                                                 | Formiguères                                                                   |                                                                  | 42° 36′ 51″ nord, 2° 06′ 11″ est                                 | « PA00104029 »                                                   | Classé                                                           | 1913                                                             | Église Sainte-Nativité-Notre-Dame de Formiguères                                                                                                |
| Chapelle Saint-Vincent de Fourques | Fourques                                                                      |                                                                  | 42° 35′ 07″ nord, 2° 47′ 14″ est                                 | « PA00104030 »                                                   | Inscrit                                                          | 1982                                                             | Chapelle Saint-Vincent de Fourques |
| Porte fortifiée | Fourques                                                                      | Place de la Mairie                                               | 42° 34′ 54″ nord, 2° 46′ 42″ est                                 | « PA00104031 »                                                   | Inscrit                                                          | 1984                                                             | Porte fortifiée |
| Église Sainte-Eulalie de Fuilla | Fuilla                                                                        |                                                                  | 42° 34′ 03″ nord, 2° 21′ 26″ est                                 | « PA00104032 »                                                   | Classé                                                           | 1965                                                             | Église Sainte-Eulalie de Fuilla |
| Fort Libéria | Fuilla                                                                        |                                                                  | 42° 35′ 24″ nord, 2° 21′ 53″ est                                 | « PA66000021 »                                                   | Classé                                                           | 2009                                                             | Fort Libéria |
| Chapelle de Casenoves | Ille-sur-Têt                                                                  |                                                                  | 42° 40′ 06″ nord, 2° 35′ 46″ est                                 | « PA00104033 »                                                   | Inscrit                                                          | 1955                                                             | Chapelle de Casenoves |
| Ermitage Saint-Maurice de Greulera | Ille-sur-Têt                                                                  |                                                                  | 42° 38′ 53″ nord, 2° 38′ 59″ est                                 | « PA00104034 »                                                   | Inscrit                                                          | 1927                                                             | Ermitage Saint-Maurice de Greulera |
| Croix de cimetière d'Ille-sur-Têt | Ille-sur-Têt                                                                  |                                                                  | 42° 40′ 20″ nord, 2° 37′ 11″ est                                 | « PA00104035 »                                                   | Classé                                                           | 1982                                                             | Croix de cimetière d'Ille-sur-Têt |
| Église des Carmes d'Ille-sur-Têt | Ille-sur-Têt                                                                  | Rue des Carmes                                                   | 42° 40′ 20″ nord, 2° 37′ 13″ est                                 | « PA00104036 »                                                   | Classé                                                           | 1984                                                             | Église des Carmes d'Ille-sur-Têt |
| Église de la Rodona | Ille-sur-Têt                                                                  | Impasse de la Rodone                                             | 42° 40′ 23″ nord, 2° 37′ 17″ est                                 | « PA00104038 »                                                   | Classé                                                           | 1986                                                             | Église de la Rodona |
| Église Saint-Étienne d'Ille-sur-Têt | Ille-sur-Têt                                                                  |                                                                  | 42° 40′ 20″ nord, 2° 37′ 10″ est                                 | « PA00104037 »                                                   | Classé                                                           | 1998                                                             | Église Saint-Étienne d'Ille-sur-Têt |
| Hospice Saint-Jacques | Ille-sur-Têt                                                                  | Rue de l'Hôpital                                                 | 42° 40′ 22″ nord, 2° 37′ 16″ est                                 | « PA00104039 »                                                   | Classé Inscrit                                                   | 1987                                                             | Hospice Saint-Jacques |
| Hôtel d'Ardena | Ille-sur-Têt                                                                  | 14 rue du Jeu-de-Paume                                           | 42° 40′ 14″ nord, 2° 37′ 10″ est                                 | « PA00104040 »                                                   | Inscrit                                                          | 1984                                                             | Hôtel d'Ardena |
| Maison | Ille-sur-Têt                                                                  | 4 rue des Enamourats                                             | 42° 40′ 16″ nord, 2° 37′ 08″ est                                 | « PA00104041 »                                                   | Inscrit                                                          | 1983                                                             | Maison |
| Monastère Saint-Clément de Reglella | Ille-sur-Têt                                                                  |                                                                  | 42° 41′ 26″ nord, 2° 37′ 48″ est                                 | « PA00125501 »                                                   | Inscrit                                                          | 1993                                                             | Monastère Saint-Clément de Reglella |
| Église Saint-Julien-et-Sainte-Basilisse de Jujols                                                                                                | Jujols                                                                        |                                                                  | 42° 34′ 08″ nord, 2° 17′ 41″ est                                 | « PA00104042 »                                                   | Inscrit                                                          | 1967                                                             | Église Saint-Julien-et-Sainte-Basilisse de Jujols                                                                                               |
| Tours de Cabrenç | Lamanère                                                                      |                                                                  | 42° 21′ 56″ nord, 2° 32′ 30″ est                                 | « PA00132963 »                                                   | Classé                                                           | 1988 1994                                                        | Tours de Cabrenç |
| Église Saint-Fructueux d'Iravals | Latour-de-Carol                                                               |                                                                  | 42° 27′ 36″ nord, 1° 53′ 38″ est                                 | « PA00104043 »                                                   | Classé                                                           | 1963                                                             | Église Saint-Fructueux d'Iravals |
| Rocher de Latour 2 | Latour-de-Carol                                                               | Coma d'Ayrevals                                                  | 42° 27′ 49″ nord, 1° 53′ 35″ est                                 | « PA66000044 »                                                   | Inscrit                                                          | 2014                                                             | Rocher de Latour 2 |
| Chapelle Saint-Martin de Latour-de-France | Latour-de-France                                                              |                                                                  | 42° 45′ 12″ nord, 2° 37′ 26″ est                                 | « PA00132616 »                                                   | Inscrit                                                          | 1994                                                             | Chapelle Saint-Martin de Latour-de-France |
| Castrum de La Llagonne | La Llagonne                                                                   |                                                                  | 42° 31′ 35″ nord, 2° 07′ 17″ est                                 | « PA66000019 »                                                   | Inscrit                                                          | 2010                                                             | Castrum de La Llagonne |
| Église Saint-Fructueux de Llo | Llo                                                                           |                                                                  | 42° 27′ 16″ nord, 2° 03′ 39″ est                                 | « PA00104044 »                                                   | Classé                                                           | 1932                                                             | Église Saint-Fructueux de Llo |
| Chapelle Saint-Martin de Fenollar | Maureillas-las-Illas                                                          |                                                                  | 42° 30′ 12″ nord, 2° 49′ 16″ est                                 | « PA00104045 »                                                   | Classé                                                           | 1967                                                             | Chapelle Saint-Martin de Fenollar |
| Église Saint-Michel-de-Riunoguès | Maureillas-las-Illas                                                          |                                                                  | 42° 29′ 24″ nord, 2° 48′ 22″ est                                 | « PA00104046 »                                                   | Classé                                                           | 1989                                                             | Église Saint-Michel-de-Riunoguès |
| Église Sainte-Eulalie de Millas | Millas                                                                        | La Ville                                                         | 42° 41′ 31″ nord, 2° 41′ 48″ est                                 | « PA00104047 »                                                   | Inscrit                                                          | 1965                                                             | Église Sainte-Eulalie de Millas |
| Maison | Millas                                                                        | 27 rue Rouget de l'Isle                                          | 42° 41′ 34″ nord, 2° 41′ 42″ est                                 | « PA66000041 »                                                   | Inscrit                                                          | 2013                                                             | Maison |
| Château de Montalba-le-Château | Montalba-le-Château                                                           | Rue des Remparts                                                 | 42° 41′ 46″ nord, 2° 33′ 32″ est                                 | « PA00104048 »                                                   | Inscrit                                                          | 1984                                                             | Château de Montalba-le-Château |
| Église Saint-Saturnin de Montauriol | Montauriol                                                                    |                                                                  | 42° 34′ 21″ nord, 2° 43′ 31″ est                                 | « PA00104049 »                                                   | Classé                                                           | 1984                                                             | Église Saint-Saturnin de Montauriol |
| Église Saint-André de Montbolo | Montbolo                                                                      |                                                                  | 42° 29′ 06″ nord, 2° 39′ 17″ est                                 | « PA00125502 »                                                   | Inscrit                                                          | 1993                                                             | Église Saint-André de Montbolo |
| Sites miniers de la Pinouse, de Roque Jalère et des Manerots et installations de transport de minerai                                            | Montbolo (également sur les communes de La Bastide, Saint-Marsal et Valmanya) |                                                                  | 42° 30′ 58″ nord, 2° 32′ 18″ est                                 | « PA66000050 »                                                   | Inscrit                                                          | 2015                                                             | Sites miniers de la Pinouse, de Roque Jalère et des Manerots et installations de transport de minerai                                           |
| Église Saint-Saturnin de Montesquieu-des-Albères                                                                                                 | Montesquieu-des-Albères                                                       |                                                                  | 42° 31′ 13″ nord, 2° 52′ 47″ est                                 | « PA00104051 »                                                   | Inscrit                                                          | 1984                                                             | Église Saint-Saturnin de Montesquieu-des-Albères                                                                                                |
| Église Sainte-Marie de Montferrer | Montferrer                                                                    |                                                                  | 42° 26′ 16″ nord, 2° 34′ 04″ est                                 | « PA00104050 »                                                   | Classé                                                           | 1922                                                             | Église Sainte-Marie de Montferrer |
| Église Saint-Louis de Mont-Louis | Mont-Louis                                                                    | Place de la République                                           | 42° 30′ 31″ nord, 2° 07′ 20″ est                                 | « PA66000028 »                                                   | Inscrit                                                          | 2010                                                             | Église Saint-Louis de Mont-Louis |
| Four solaire de Mont-Louis | Mont-Louis                                                                    | Bastion de la Perche boulevard Vauban                            | 42° 30′ 27″ nord, 2° 07′ 16″ est                                 | « PA66000020 »                                                   | Inscrit                                                          | 2008                                                             | Four solaire de Mont-Louis |
| Puits de ville | Mont-Louis                                                                    | Rue du Marché                                                    | 42° 30′ 29″ nord, 2° 07′ 17″ est                                 | « PA66000029 »                                                   | Inscrit                                                          | 2010                                                             | Puits de ville |
| Remparts de Mont-Louis | Mont-Louis                                                                    | Mont-Louis                                                       | 42° 30′ 28″ nord, 2° 07′ 20″ est                                 | « PA00104052 »                                                   | Classé                                                           | 1922                                                             | Remparts de Mont-Louis |
| Église Saint-Jacques de Montner | Montner                                                                       | Rue de l'Église                                                  | 42° 44′ 57″ nord, 2° 40′ 34″ est                                 | « PA00125503 »                                                   | Inscrit                                                          | 1993                                                             | Église Saint-Jacques de Montner |
| Chapelle Notre-Dame de Corbiac | Mosset                                                                        |                                                                  | 42° 39′ 32″ nord, 2° 21′ 47″ est                                 | « PA66000008 »                                                   | Inscrit                                                          | 2000                                                             | Chapelle Notre-Dame de Corbiac |
| Château de la Roca d'Anyer | Nyer                                                                          | La Garboulouse                                                   | 42° 31′ 36″ nord, 2° 16′ 51″ est                                 | « PA00104053 »                                                   | Inscrit                                                          | 1965                                                             | Château de la Roca d'Anyer |
| Église Saint-Jacques de Nyer | Nyer                                                                          | Le Village                                                       | 42° 31′ 58″ nord, 2° 16′ 33″ est                                 | « PA00104054 »                                                   | Inscrit                                                          | 1965                                                             | Église Saint-Jacques de Nyer |
| Église Saint-Just-et-Saint-Pasteur d'En | Nyer                                                                          | En                                                               | 42° 31′ 56″ nord, 2° 15′ 49″ est                                 | « PA66000040 »                                                   | Inscrit                                                          | 2012                                                             | Église Saint-Just-et-Saint-Pasteur d'En |
| La Bastida | Olette                                                                        | La Bastide                                                       | 42° 33′ 34″ nord, 2° 17′ 30″ est                                 | « PA00104057 »                                                   | Inscrit                                                          | 1927                                                             | La Bastida |
| Château d'Évol | Olette                                                                        |                                                                  | 42° 34′ 25″ nord, 2° 15′ 14″ est                                 | « PA00104058 »                                                   | Inscrit                                                          | 1982                                                             | Château d'Évol |
| Église Saint-André d'Évol | Olette                                                                        |                                                                  | 42° 34′ 14″ nord, 2° 15′ 14″ est                                 | « PA00104059 »                                                   | Classé                                                           | 1943                                                             | Église Saint-André d'Évol |
| Église Saint-Jean d'Oms | Oms                                                                           |                                                                  | 42° 32′ 37″ nord, 2° 41′ 49″ est                                 | « PA00104060 »                                                   | Inscrit                                                          | 1964                                                             | Église Saint-Jean d'Oms |
| Église Sainte-Eugénie d'Ortaffa | Ortaffa                                                                       |                                                                  | 42° 34′ 51″ nord, 2° 55′ 36″ est                                 | « PA00104061 »                                                   | Inscrit                                                          | 1964                                                             | Église Sainte-Eugénie d'Ortaffa |
| Église Saint-Pierre d'Osséja | Osséja                                                                        |                                                                  | 42° 24′ 54″ nord, 1° 58′ 53″ est                                 | « PA00104062 »                                                   | Inscrit                                                          | 1964                                                             | Église Saint-Pierre d'Osséja |
| Monastir del Camp | Passa                                                                         |                                                                  | 42° 35′ 10″ nord, 2° 49′ 28″ est                                 | « PA00104063 »                                                   | Classé                                                           | 1875                                                             | Monastir del Camp |
| | Perpignan                                                                     | Voir liste des monuments historiques de Perpignan                | Voir liste des monuments historiques de Perpignan                | Voir liste des monuments historiques de Perpignan                | Voir liste des monuments historiques de Perpignan                | Voir liste des monuments historiques de Perpignan                | Voir liste des monuments historiques de Perpignan                                                                                               |
| Fort de Bellegarde | Le Perthus                                                                    |                                                                  | 42° 27′ 31″ nord, 2° 51′ 33″ est                                 | « PA00104090 »                                                   | Classé                                                           | 1967                                                             | Fort de Bellegarde |
| Site archéologique du Panissars voie Domitienne, trophée de Pompée, prieuré Sainte-Marie, sol                                                    | Le Perthus                                                                    | Col de Panissars                                                 | 42° 27′ 18″ nord, 2° 51′ 15″ est                                 | « PA66000022 »                                                   | Classé                                                           | 2010                                                             | Site archéologique du Panissarsvoie Domitienne, trophée de Pompée, prieuré Sainte-Marie, sol                                                    |
| Porte fortifiée | Pézilla-la-Rivière                                                            | Avenue de la République                                          | 42° 41′ 41″ nord, 2° 46′ 12″ est                                 | « PA00104091 »                                                   | Inscrit                                                          | 1964                                                             | Porte fortifiée |
| Église Notre-Dame-de-la-Merci de Planès | Planès                                                                        |                                                                  | 42° 29′ 30″ nord, 2° 08′ 28″ est                                 | « PA00104092 »                                                   | Classé                                                           | 1840                                                             | Église Notre-Dame-de-la-Merci de Planès |
| Église Saint-Martin de Pollestres | Pollestres                                                                    |                                                                  | 42° 38′ 15″ nord, 2° 52′ 05″ est                                 | « PA00104093 »                                                   | Inscrit                                                          | 1973                                                             | Église Saint-Martin de Pollestres |
| Château de Carol | Porta                                                                         | Rue du Château Carol                                             | 42° 29′ 55″ nord, 1° 50′ 37″ est                                 | « PA00104094 »                                                   | Inscrit                                                          | 1927                                                             | Château de Carol |
| Viaduc de Carol | Porta                                                                         | Carol                                                            | 42° 30′ 01″ nord, 1° 50′ 26″ est                                 | « PA00104095 »                                                   | Inscrit                                                          | 1984                                                             | Viaduc de Carol |
| Feu métallique du môle | Port-Vendres                                                                  | Situé à l'extrémité du môle du port                              | 42° 31′ 22″ nord, 3° 07′ 03″ est                                 | « PA66000035 »                                                   | Inscrit                                                          | 2011                                                             | Feu métallique du môle |
| Fort de la Mauresque | Port-Vendres                                                                  |                                                                  | 42° 31′ 28″ nord, 3° 06′ 34″ est                                 | « PA00104188 »                                                   | Inscrit                                                          | 1991                                                             | Fort de la Mauresque |
| Monument aux morts de Port-Vendres | Port-Vendres                                                                  |                                                                  | 42° 31′ 14″ nord, 3° 06′ 26″ est                                 | « PA00104186 »                                                   | Classé                                                           | 1994                                                             | Monument aux morts de Port-Vendres |
| Phare du cap Béar | Port-Vendres                                                                  | Situé à la pointe du Cap Béar                                    | 42° 30′ 56″ nord, 3° 08′ 12″ est                                 | « PA66000034 »                                                   | Classé                                                           | 2012                                                             | Phare du cap Béar |
| Place de l'Obélisque | Port-Vendres                                                                  |                                                                  | 42° 31′ 14″ nord, 3° 06′ 25″ est                                 | « PA00104096 »                                                   | Classé Inscrit                                                   | 1920 1995                                                        | Place de l'Obélisque |
| Redoute Béar | Port-Vendres                                                                  |                                                                  | 42° 31′ 07″ nord, 3° 06′ 54″ est                                 | « PA00104097 »                                                   | Inscrit                                                          | 1933                                                             | Redoute Béar |
| Redoute du Fanal | Port-Vendres                                                                  |                                                                  | 42° 31′ 17″ nord, 3° 06′ 49″ est                                 | « PA00104098 »                                                   | Inscrit                                                          | 1933                                                             | Redoute du Fanal |
| Redoute de Mailly | Port-Vendres                                                                  |                                                                  | 42° 31′ 12″ nord, 3° 07′ 06″ est                                 | « PA00104187 »                                                   | Inscrit                                                          | 1991                                                             | Redoute de Mailly |
| Église Saint-Pierre de Prades | Prades                                                                        |                                                                  | 42° 37′ 06″ nord, 2° 25′ 25″ est                                 | « PA00104099 »                                                   | Classé                                                           | 1948                                                             | Église Saint-Pierre de Prades |
| Maison Jourda | Prades                                                                        | 9 place de la République                                         | 42° 37′ 04″ nord, 2° 25′ 23″ est                                 | « PA66000012 »                                                   | Inscrit                                                          | 2001                                                             | Maison Jourda |
| Monument aux morts de Prades | Prades                                                                        | rue de Souvenir français                                         | 42° 36′ 49″ nord, 2° 25′ 38″ est                                 | « PA66000056 »                                                   | Inscrit                                                          | 18 octobre 2018                                                  | Monument aux morts de Prades |
| Chapelle Saint-Marguerite et hospice Sainte-Marie du col d'Ares                                                                                  | Prats-de-Mollo-la-Preste                                                      | Col d'Ares                                                       | 42° 22′ 27″ nord, 2° 27′ 56″ est                                 | « PA66000024 »                                                   | Inscrit                                                          | 2009                                                             | Chapelle Saint-Marguerite et hospice Sainte-Marie du col d'Ares                                                                                 |
| Église Sainte-Juste-et-Sainte-Ruffine de Prats-de-Mollo-la-Preste                                                                                | Prats-de-Mollo-la-Preste                                                      |                                                                  | 42° 24′ 17″ nord, 2° 28′ 44″ est                                 | « PA00104100 »                                                   | Classé                                                           | 1921                                                             | Église Sainte-Juste-et-Sainte-Ruffine de Prats-de-Mollo-la-Preste                                                                               |
| Ermitage Notre-Dame-du-Coral | Prats-de-Mollo-la-Preste                                                      |                                                                  | 42° 22′ 00″ nord, 2° 29′ 24″ est                                 | « PA00104184 »                                                   | Inscrit                                                          | 1990                                                             | Ermitage Notre-Dame-du-Coral |
| Fort Lagarde de Prats-de-Mollo | Prats-de-Mollo-la-Preste                                                      |                                                                  | 42° 24′ 26″ nord, 2° 28′ 53″ est                                 | « PA00104101 »                                                   | Classé                                                           | 1925                                                             | Fort Lagarde de Prats-de-Mollo |
| Porte d'Espagne | Prats-de-Mollo-la-Preste                                                      |                                                                  | 42° 24′ 15″ nord, 2° 28′ 40″ est                                 | « PA00104102 »                                                   | Classé                                                           | 1922                                                             | Porte d'Espagne |
| Remparts de Prats-de-Mollo | Prats-de-Mollo-la-Preste                                                      |                                                                  | 42° 24′ 13″ nord, 2° 28′ 47″ est                                 | « PA00104103 »                                                   | Classé                                                           | 1930                                                             | Remparts de Prats-de-Mollo |
| Tour de Mir | Prats-de-Mollo-la-Preste                                                      | El Mir de Dalt                                                   | 42° 23′ 40″ nord, 2° 26′ 51″ est                                 | « PA66000013 »                                                   | Inscrit                                                          | 2002                                                             | Tour de Mir |
| Chapelle de la Trinité de Prunet-et-Belpuig | Prunet-et-Belpuig                                                             |                                                                  | 42° 33′ 44″ nord, 2° 37′ 31″ est                                 | « PA00104104 »                                                   | Classé                                                           | 1951                                                             | Chapelle de la Trinité de Prunet-et-Belpuig |
| Église Saint-Étienne de Prunet | Prunet-et-Belpuig                                                             |                                                                  | 42° 33′ 45″ nord, 2° 37′ 32″ est                                 | « PA66000016 »                                                   | Inscrit Classé                                                   | 2004                                                             | Image manquante Téléverser |
| Église Saint-Romain de Réal | Réal                                                                          |                                                                  | 42° 37′ 57″ nord, 2° 07′ 58″ est                                 | « PA00104105 »                                                   | Inscrit                                                          | 1982                                                             | Église Saint-Romain de Réal |
| Église Saint-Clément de Sirach | Ria-Sirach                                                                    |                                                                  | 42° 36′ 19″ nord, 2° 24′ 10″ est                                 | « PA00104107 »                                                   | Inscrit                                                          | 1974                                                             | Église Saint-Clément de Sirach |
| Église Saint-Vincent de Ria | Ria-Sirach                                                                    |                                                                  | 42° 36′ 32″ nord, 2° 24′ 00″ est                                 | « PA00104106 »                                                   | Inscrit                                                          | 1964                                                             | Église Saint-Vincent de Ria |
| Maison natale du maréchal Joffre | Rivesaltes                                                                    | 11 rue Maréchal Joffre                                           | 42° 46′ 12″ nord, 2° 52′ 26″ est                                 | « PA00104108 »                                                   | Inscrit                                                          | 1938                                                             | Maison natale du maréchal Joffre |
| Église Notre-Dame de Domanova | Rodès                                                                         |                                                                  | 42° 38′ 46″ nord, 2° 34′ 04″ est                                 | « PA00132617 »                                                   | Inscrit                                                          | 1994                                                             | Église Notre-Dame de Domanova |
| Pont aqueduc d'en Labau | Rodès, (Bouleternère et Ille-sur-Têt)                                         |                                                                  | 42° 39′ 39″ nord, 2° 34′ 10″ est                                 | « PA66000036 »                                                   | Inscrit                                                          | 2011                                                             | Pont aqueduc d'en Labau |
| Église Saint-Étienne de Sahorre | Sahorre                                                                       |                                                                  | 42° 32′ 01″ nord, 2° 21′ 44″ est                                 | « PA00104109 »                                                   | Classé                                                           | 1911                                                             | Église Saint-Étienne de Sahorre |
| Tour de Goa | Sahorre                                                                       |                                                                  | 42° 31′ 22″ nord, 2° 22′ 38″ est                                 | « PA00104110 »                                                   | Inscrit                                                          | 1982                                                             | Tour de Goa |
| Église Saint-André-de-Sorède | Saint-André                                                                   |                                                                  | 42° 33′ 09″ nord, 2° 58′ 16″ est                                 | « PA00104111 »                                                   | Classé                                                           | 1910                                                             | Église Saint-André-de-Sorède |
| Église Saint-Étienne de Vilarasa | Saint-Cyprien                                                                 |                                                                  | 42° 37′ 48″ nord, 2° 59′ 44″ est                                 | « PA00104193 »                                                   | Inscrit                                                          | 1992                                                             | Église Saint-Étienne de Vilarasa |
| Église Sainte-Colombe de Sainte-Colombe-de-la-Commanderie                                                                                        | Sainte-Colombe-de-la-Commanderie                                              |                                                                  | 42° 36′ 53″ nord, 2° 44′ 51″ est                                 | « PA00104112 »                                                   | Inscrit                                                          | 1972                                                             | Église Sainte-Colombe de Sainte-Colombe-de-la-Commanderie                                                                                       |
| Église Sainte-Léocadie de Sainte-Léocadie | Sainte-Léocadie                                                               |                                                                  | 42° 26′ 13″ nord, 2° 00′ 16″ est                                 | « PA00104121 »                                                   | Classé                                                           | 1960                                                             | Église Sainte-Léocadie de Sainte-Léocadie |
| Ferme Cal Mateu | Sainte-Léocadie                                                               |                                                                  | 42° 26′ 15″ nord, 2° 00′ 15″ est                                 | « PA00104122 »                                                   | Inscrit                                                          | 1984                                                             | Ferme Cal Mateu |
| Église Notre-Dame-de-l'Assomption de Sainte-Marie                                                                                                | Sainte-Marie                                                                  |                                                                  | 42° 43′ 38″ nord, 3° 01′ 00″ est                                 | « PA00104123 »                                                   | Classé Inscrit                                                   | 1983                                                             | Église Notre-Dame-de-l'Assomption de Sainte-Marie                                                                                               |
| Église Notre-Dame-de-l'Assomption de Saint-Féliu-d'Amont                                                                                         | Saint-Féliu-d'Amont                                                           |                                                                  | 42° 41′ 16″ nord, 2° 43′ 22″ est                                 | « PA00104113 »                                                   | Inscrit                                                          | 1926                                                             | Église Notre-Dame-de-l'Assomption de Saint-Féliu-d'Amont                                                                                        |
| Église Saint-André de Saint-Féliu-d'Avall | Saint-Féliu-d'Avall                                                           |                                                                  | 42° 40′ 57″ nord, 2° 44′ 14″ est                                 | « PA00104114 »                                                   | Inscrit                                                          | 1926                                                             | Église Saint-André de Saint-Féliu-d'Avall |
| Abbaye de Saint-Génis-des-Fontaines restes du cloître                                                                                            | Saint-Génis-des-Fontaines                                                     |                                                                  | 42° 32′ 36″ nord, 2° 55′ 19″ est                                 | « PA00104116 »                                                   | Classé                                                           | 1924 1975                                                        | Abbaye de Saint-Génis-des-Fontainesrestes du cloître                                                                                            |
| Abbaye de Saint-Génis-des-Fontaines église Saint-Michel                                                                                          | Saint-Génis-des-Fontaines                                                     |                                                                  | 42° 32′ 36″ nord, 2° 55′ 19″ est                                 | « PA00104117 »                                                   | Classé                                                           | 1966                                                             | Abbaye de Saint-Génis-des-Fontaineséglise Saint-Michel                                                                                          |
| Église Sainte-Colombe de Cabanes | Saint-Génis-des-Fontaines                                                     | Casteil de Blé                                                   | 42° 33′ 59″ nord, 2° 55′ 28″ est                                 | « PA00104115 »                                                   | Classé                                                           | 1984                                                             | Église Sainte-Colombe de Cabanes |
| Château de Saint-Hippolyte | Saint-Hippolyte                                                               |                                                                  | 42° 47′ 05″ nord, 2° 57′ 58″ est                                 | « PA00104120 »                                                   | Inscrit                                                          | 1988                                                             | Château de Saint-Hippolyte |
| Colonne milliaire de Saint-Hippolyte | Saint-Hippolyte                                                               | Dans le narthex de l'église                                      | 42° 47′ 05″ nord, 2° 58′ 02″ est                                 | « PA00104119 »                                                   | Classé                                                           | 1892                                                             | Colonne milliaire de Saint-Hippolyte |
| Mas de Crémadells | Saint-Laurent-de-Cerdans                                                      |                                                                  | 42° 24′ 18″ nord, 2° 37′ 45″ est                                 | « PA00104118 »                                                   | Inscrit                                                          | 1988                                                             | Image manquante Téléverser |
| Sites miniers de la Pinouse, de Roque Jalère et des Manerots et installations de transport de minerai                                            | Saint-Marsal (également sur les communes de La Bastide, Montbolo et Valmanya) |                                                                  | 42° 30′ 58″ nord, 2° 32′ 18″ est                                 | « PA66000050 »                                                   | Inscrit                                                          | 2015                                                             | Sites miniers de la Pinouse, de Roque Jalère et des Manerots et installations de transport de minerai                                           |
| Dolmen du Mas Payrot | Saint-Michel-de-Llotes                                                        | Ad-Massos                                                        | 42° 38′ 33″ nord, 2° 38′ 24″ est                                 | « PA00104124 »                                                   | Inscrit                                                          | 1959                                                             | Image manquante Téléverser |
| Église de Saint-Michel-de-Llotes | Saint-Michel-de-Llotes                                                        |                                                                  | 42° 38′ 45″ nord, 2° 37′ 26″ est                                 | « PA00104125 »                                                   | Inscrit                                                          | 1973                                                             | Église de Saint-Michel-de-Llotes |
| Église du chapitre | Saint-Paul-de-Fenouillet                                                      |                                                                  | 42° 48′ 41″ nord, 2° 30′ 08″ est                                 | « PA00104126 »                                                   | Classé                                                           | 1989                                                             | Église du chapitre |
| Enclos canonial du chapitre de Saint-Paul | Saint-Paul-de-Fenouillet                                                      |                                                                  | 42° 48′ 41″ nord, 2° 30′ 07″ est                                 | « PA66000025 »                                                   | Inscrit                                                          | 2009                                                             | Image manquante Téléverser |
| Église Saint-Étienne de Saleilles (ancienne église, à ne pas confondre avec l'église paroissiale Saint-Etienne, du XIXe siècle, non répertoriée) | Saleilles                                                                     |                                                                  | 42° 39′ 13″ nord, 2° 57′ 16″ est                                 | « PA00104128 »                                                   | Inscrit                                                          | 1985                                                             | Église Saint-Étienne de Saleilles(ancienne église, à ne pas confondre avec l'église paroissiale Saint-Etienne, du XIXe siècle, non répertoriée) |
| Baraque Cabrol | Salses-le-Château                                                             | Anse de la Roquette                                              | 42° 50′ 07″ nord, 2° 57′ 39″ est                                 | « PA66000042 »                                                   | Inscrit                                                          | 2013                                                             | Image manquante Téléverser |
| Café de la Loge | Salses-le-Château                                                             | 38 avenue Xavier Llobères                                        | 42° 50′ 03″ nord, 2° 55′ 10″ est                                 | « PA66000045 »                                                   | Inscrit                                                          | 2014                                                             | Café de la Loge |
| Camp de Rivesaltes | Salses-le-Château                                                             |                                                                  | 42° 50′ 23″ nord, 2° 52′ 13″ est                                 | « PA66000009 »                                                   | Inscrit                                                          | 2000                                                             | Camp de Rivesaltes |
| Forteresse de Salses | Salses-le-Château                                                             |                                                                  | 42° 50′ 23″ nord, 2° 55′ 06″ est                                 | « PA00104129 »                                                   | Classé                                                           | 1886 2018                                                        | Forteresse de Salses |
| Pont de Cassagne | Sauto                                                                         |                                                                  | 42° 30′ 14″ nord, 2° 08′ 36″ est                                 | « PA00135696 »                                                   | Inscrit Classé                                                   | 1995 1997                                                        | Pont de Cassagne |
| Église Saint-Côme-et-Saint-Damien de Serdinya | Serdinya                                                                      |                                                                  | 42° 33′ 59″ nord, 2° 19′ 13″ est                                 | « PA00104189 »                                                   | Inscrit                                                          | 1991                                                             | Église Saint-Côme-et-Saint-Damien de Serdinya                                                                                                   |
| Église Saint-Marcel de Flassa | Serdinya                                                                      |                                                                  | 42° 33′ 59″ nord, 2° 19′ 13″ est                                 | « PA00104130 »                                                   | Classé                                                           | 1987                                                             | Église Saint-Marcel de Flassa |
| Conjurador de Serralongue | Serralongue                                                                   |                                                                  | 42° 23′ 55″ nord, 2° 33′ 23″ est                                 | « PA00104131 »                                                   | Inscrit                                                          | 1987                                                             | Conjurador de Serralongue |
| Église Sainte-Marie de Serralongue | Serralongue                                                                   |                                                                  | 42° 23′ 53″ nord, 2° 33′ 24″ est                                 | « PA00104132 »                                                   | Classé                                                           | 1948                                                             | Église Sainte-Marie de Serralongue |
| Tours de Cabrenç | Serralongue                                                                   |                                                                  | 42° 22′ 04″ nord, 2° 32′ 28″ est                                 | « PA00104133 »                                                   | Classé                                                           | 1988 1994                                                        | Tours de Cabrenç |
| Chapelle Saint-Michel de Sournia | Sournia                                                                       |                                                                  | 42° 43′ 26″ nord, 2° 25′ 40″ est                                 | « PA00104135 »                                                   | Classé                                                           | 1965                                                             | Chapelle Saint-Michel de Sournia |
| Église Sainte-Félicité de Sournia | Sournia                                                                       |                                                                  | 42° 43′ 42″ nord, 2° 26′ 31″ est                                 | « PA00104136 »                                                   | Classé                                                           | 1965                                                             | Église Sainte-Félicité de Sournia |
| Église Saint-Laurent d'Arsa | Sournia                                                                       |                                                                  | 42° 42′ 56″ nord, 2° 23′ 41″ est                                 | « PA00104134 »                                                   | Classé                                                           | 1973                                                             | Image manquante Téléverser |
| Église Notre-Dame-del-Roure | Taillet                                                                       | La Roure                                                         | 42° 30′ 51″ nord, 2° 41′ 45″ est                                 | « PA66000017 »                                                   | Inscrit                                                          | 2006                                                             | Église Notre-Dame-del-Roure |
| Église Saint-André de Tarerach | Tarerach                                                                      |                                                                  | 42° 41′ 26″ nord, 2° 30′ 05″ est                                 | « PA00104137 »                                                   | Inscrit                                                          | 1972                                                             | Église Saint-André de Tarerach |
| Église Saint-Fructueux de Taurinya | Taurinya                                                                      |                                                                  | 42° 34′ 46″ nord, 2° 25′ 43″ est                                 | « PA00104138 »                                                   | Classé Inscrit                                                   | 1963                                                             | Église Saint-Fructueux de Taurinya |
| Église Saint-Valentin de Corts (dite aussi Tour de Corts)                                                                                        | Taurinya                                                                      |                                                                  | 42° 34′ 59″ nord, 2° 25′ 04″ est                                 | « PA00104139 »                                                   | Inscrit                                                          | 1983                                                             | Église Saint-Valentin de Corts (dite aussi Tour de Corts)                                                                                       |
| Caune de l'Arago | Tautavel                                                                      | Caune de l'Arago                                                 | 42° 50′ 22″ nord, 2° 45′ 18″ est                                 | « PA00104141 »                                                   | Classé                                                           | 1965                                                             | Caune de l'Arago |
| Château de Tautavel | Tautavel                                                                      |                                                                  | 42° 48′ 40″ nord, 2° 44′ 48″ est                                 | « PA00104140 »                                                   | Inscrit                                                          | 1986                                                             | Château de Tautavel |
| Tour del Far | Tautavel                                                                      |                                                                  | 42° 48′ 19″ nord, 2° 45′ 43″ est                                 | « PA00104142 »                                                   | Inscrit                                                          | 1986                                                             | Tour del Far |
| Ermitage Saint-Guillem de Combret | Le Tech                                                                       | Saint-Guilhem de Combret                                         | 42° 27′ 12″ nord, 2° 29′ 48″ est                                 | « PA66000026 »                                                   | Inscrit                                                          | 2009                                                             | Ermitage Saint-Guillem de Combret |
| Monument aux morts de Thuir | Thuir                                                                         | Avenue Maréchal Joffre                                           | 42° 38′ 08″ nord, 2° 45′ 08″ est                                 | « PA66000057 »                                                   | Inscrit                                                          | 18 octobre 2018                                                  | Monument aux morts de Thuir |
| Caves Byrrh | Thuir                                                                         | Avenue Violet                                                    | à géolocaliser                                                   | « PA66000059 »                                                   | Inscrit                                                          | 11 mars 2020                                                     | Caves Byrrh |
| Villa Palauda | Thuir                                                                         | 9004 avenue du Docteur-Ecoiffier                                 | 42° 38′ 12″ nord, 2° 45′ 33″ est                                 | « PA66000027 »                                                   | Inscrit                                                          | 2009                                                             | Villa Palauda |
| Point d’appui allemand LGS082 | Torreilles                                                                    |                                                                  | 42° 46′ 25″ nord, 3° 02′ 16″ est                                 | « PA66000058 »                                                   | Inscrit                                                          | 2019                                                             | Image manquante Téléverser |
| Calvaire de Toulouges | Toulouges                                                                     |                                                                  | 42° 40′ 17″ nord, 2° 49′ 50″ est                                 | « PA00104144 »                                                   | Inscrit                                                          | 1927                                                             | Image manquante Téléverser |
| Église de l'Assomption de la Vierge de Toulouges                                                                                                 | Toulouges                                                                     |                                                                  | 42° 40′ 17″ nord, 2° 49′ 50″ est                                 | « PA00104143 »                                                   | Classé Inscrit                                                   | 1907 1959                                                        | Église de l'Assomption de la Vierge de Toulouges                                                                                                |
| Croix de cimetière d'Ur | Ur                                                                            | Cimetière                                                        | 42° 27′ 35″ nord, 1° 56′ 11″ est                                 | « PA00104145 »                                                   | Classé                                                           | 1936                                                             | Croix de cimetière d'Ur |
| Église Saint-Martin d'Ur | Ur                                                                            |                                                                  | 42° 27′ 45″ nord, 1° 56′ 13″ est                                 | « PA00104146 »                                                   | Classé                                                           | 1934                                                             | Église Saint-Martin d'Ur |
| Sites miniers de la Pinouse, de Roque Jalère et des Manerots et installations de transport de minerai                                            | Valmanya (également sur les communes de La Bastide, Montbolo et Saint-Marsal) |                                                                  | 42° 30′ 58″ nord, 2° 32′ 18″ est                                 | « PA66000050 »                                                   | Inscrit                                                          | 2015                                                             | Sites miniers de la Pinouse, de Roque Jalère et des Manerots et installations de transport de minerai                                           |
| Casino | Vernet-les-Bains                                                              | Allée du Parc                                                    | 42° 32′ 39″ nord, 2° 23′ 19″ est                                 | « PA66000052 »                                                   | Inscrit                                                          | 2017                                                             | Casino |
| | Villefranche-de-Conflent                                                      | Voir liste des monuments historiques de Villefranche-de-Conflent | Voir liste des monuments historiques de Villefranche-de-Conflent | Voir liste des monuments historiques de Villefranche-de-Conflent | Voir liste des monuments historiques de Villefranche-de-Conflent | Voir liste des monuments historiques de Villefranche-de-Conflent | Voir liste des monuments historiques de Villefranche-de-Conflent                                                                                |
| Prieuré Sainte-Marie du Vilar | Villelongue-dels-Monts                                                        |                                                                  | 42° 30′ 36″ nord, 2° 54′ 19″ est                                 | « PA00104175 »                                                   | Classé Inscrit                                                   | 1983                                                             | Prieuré Sainte-Marie du Vilar |
| Chapelle Saint-Julien-et-Sainte-Basilisse de Villeneuve-de-la-Raho                                                                               | Villeneuve-de-la-Raho                                                         |                                                                  | 42° 38′ 02″ nord, 2° 55′ 18″ est                                 | « PA00104176 »                                                   | Classé                                                           | 1912                                                             | Chapelle Saint-Julien-et-Sainte-Basilisse de Villeneuve-de-la-Raho                                                                              |
| Croix de cimetière de Vinça | Vinça                                                                         |                                                                  | 42° 38′ 40″ nord, 2° 31′ 46″ est                                 | « PA00104178 »                                                   | Classé                                                           | 1910                                                             | Croix de cimetière de Vinça |
| Croix Noell | Vinça                                                                         |                                                                  | 42° 38′ 51″ nord, 2° 31′ 49″ est                                 | « PA00104179 »                                                   | Classé                                                           | 1989                                                             | Croix Noell |
| Église Saint-Julien-et-Sainte-Baselisse de Vinça                                                                                                 | Vinça                                                                         |                                                                  | 42° 38′ 44″ nord, 2° 31′ 42″ est                                 | « PA00104180 »                                                   | Classé                                                           | 1987                                                             | Église Saint-Julien-et-Sainte-Baselisse de Vinça                                                                                                |
| Église Saint-Pierre de Belloch | Vinça                                                                         |                                                                  | 42° 39′ 20″ nord, 2° 32′ 45″ est                                 | « PA00104177 »                                                   | Inscrit                                                          | 1974                                                             | Église Saint-Pierre de Belloch |